# Illeis galbula

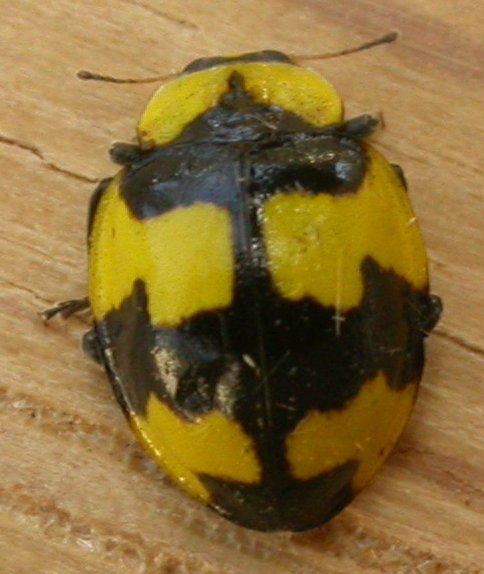
Specia văzută de aproape

Illeis galbula (buburuza mâncătoare de ciuperci) este o specie de insecte aparținând familiei Coccinellidae. Adulții au 4-5 mm lungime în timp ce larvele au între 8 și 10 mm. Culoarea adulților este galben strălucitor cu forme negre pe elitre, iar larvele și pupele sunt albe cu puncte negre. 
Specia se găsește în Australia și trăiește nenativă în Noua Zeelandă.